# Storia dell'astrologia

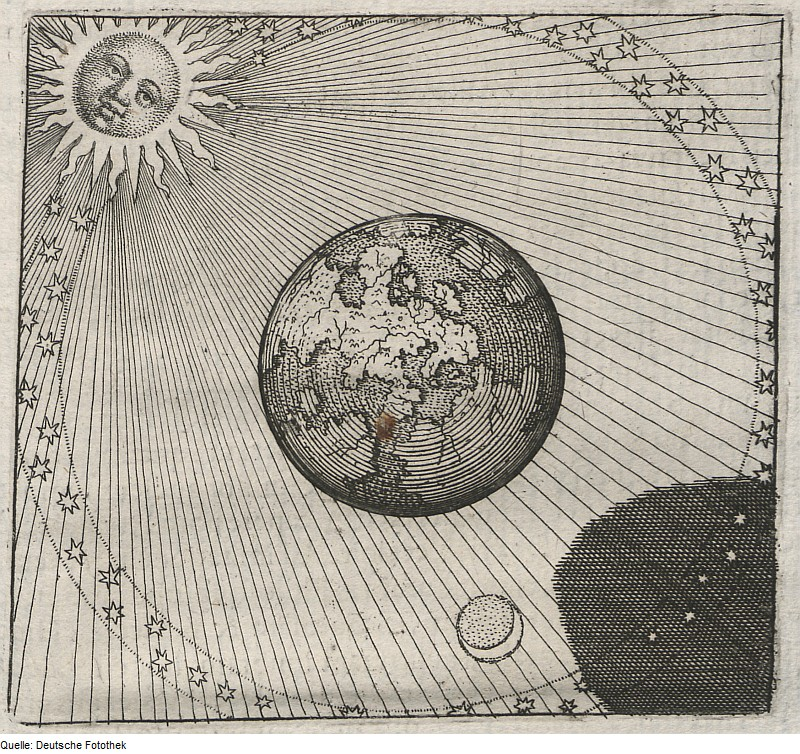
Illustrazione da un manoscritto alchemico del 1687 che raffigura la Terra in posizione geocentrica tra il Sole e la Luna

Le credenze riguardanti la storia dell'astrologia, con le sue corrispondenze tra osservazioni del cielo notturno ed i significati attribuiti agli eventi terrestri, hanno influenzato variegati aspetti della storia e delle civiltà dell'essere umano, con le sue visioni del mondo, e molti altri elementi della vita sociale, politica, economica e culturale.

## Origini
L'astrologia, nel suo senso più ampio, era la ricerca di un significato delle vicende umane e terrene restituito dal cielo; si cercava tramite essa di capire il comportamento umano in generale, ma anche nel suo specifico, attraverso l'influenza su di questo da parte dei pianeti e di altri corpi celesti. Si è sostenuto che sia sorta come materia di studio non appena gli esseri umani iniziarono a fare dei tentativi coscienti di misurare, registrare e prevedere i cambiamenti stagionali riferendoli ai cicli astronomici.

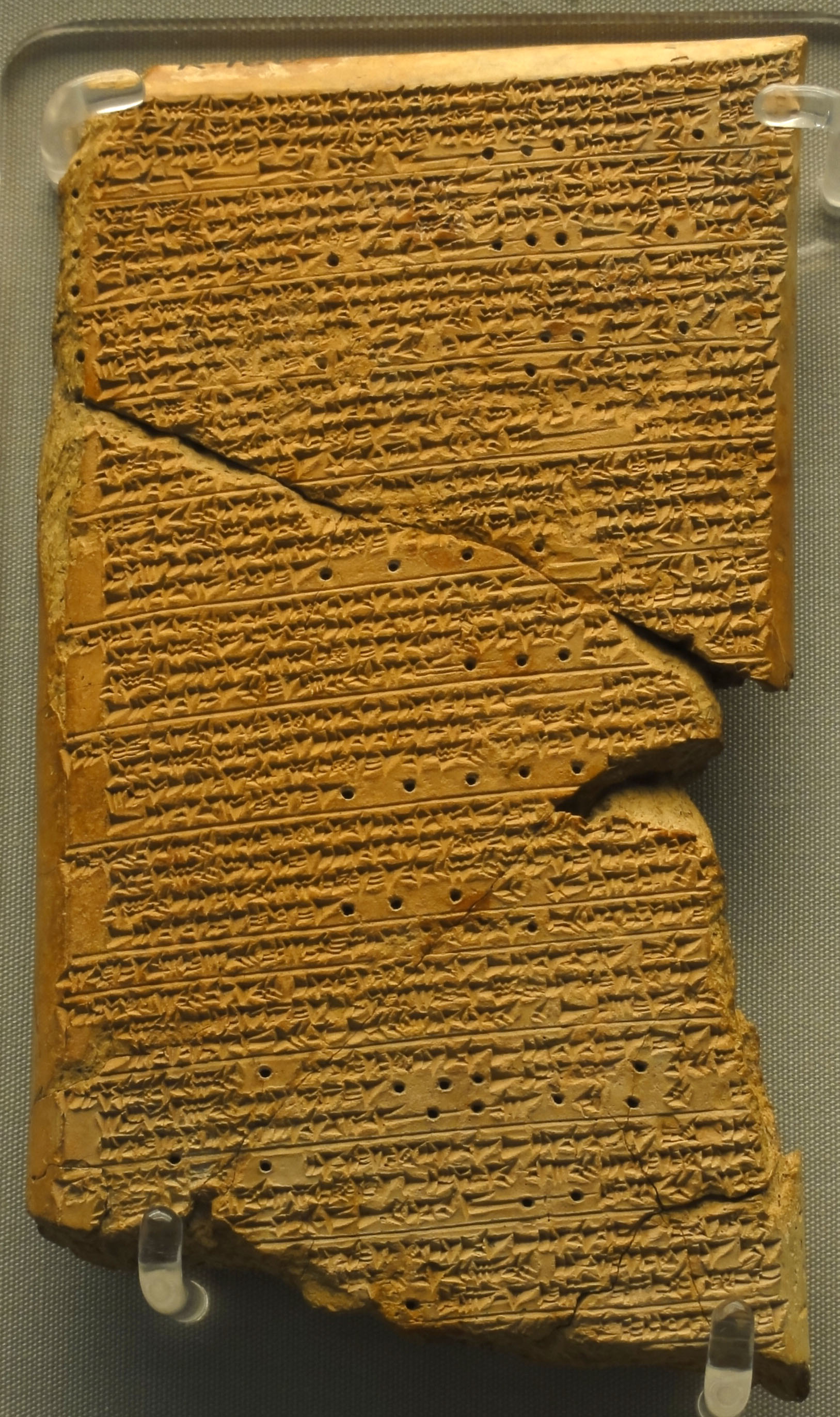
La tavoletta di Venere di Ammi-saduqa

La prova iniziale di tali pratiche appare come marcature su ossa e disegni sulle pareti delle caverne, il che dimostra che i cicli delle fasi lunari venivano annotati fin dal 23-25.000 a.C.; il primo passo verso una registrazione dell'influenza della luna sul corso delle maree e sui fiumi, oltre che verso l'organizzazione di un calendario comune. Con la comparsa dell'agricoltura, durante la cosiddetta rivoluzione neolitica, nuove esigenze si sono via via manifestate, mentre aumentava nel contempo la conoscenza riguardante le costellazioni le cui apparizioni nel cielo con il passare delle stagioni permettevano di fare certi collegamenti: il sorgere di un particolare gruppo di stelle era ad esempio indice dell'avvicinarsi delle inondazioni annuali o di una variazione delle attività stagionali.
A partire dal III millennio a.C., con la diffusione della civiltà, si era altresì sviluppata anche una sofisticata consapevolezza dei cicli terrestri e si ritiene che gli uomini abbiano consapevolmente orientato i propri edifici templari con il preciso intento di creare un allineamento con i moti eliaci delle stelle. Vi sono prove sparse che suggeriscono il fatto che i più antichi riferimenti astrologici conosciuti sono copie di testi realizzati durante questo periodo; due di essi, tratti dalla Tavoletta di Venere di Ammi-saduqa (compilata a Babilonia attorno al 1700 a.C.) sono considerati come essere stati prodotti durante il regno di Sargon di Akkad (2334-2279 a.C.).
Un altro, con un uso precoce dell'astrologia elettiva, viene attribuita al regno del sovrano del popolo dei Sumeri Gudea di Lagash (circa 2144-2124 a.C.). Una sezione di tal documento illustra di come gli dèi abbiano rivelato a lui solo in sogno la disposizione - e quindi il momento più favorevole - delle costellazioni adatta per la costruzione di un tempio.
Tuttavia sussistono dubbi sulla questione se queste indicazioni fossero state effettivamente registrate nel momento, o più semplicemente attribuite ad antichi sovrani dai posteri. La più antica testimonianza indiscussa dell'uso dell'astrologia come un sistema integrato di conoscenza è quindi attribuita alle annotazioni che emergono da quella definita col nome di età neo-sumerica (1950-1651 a.C.).
Il più vecchio oroscopo in possesso dei ricercatori è quello riferito al cielo del 29 aprile 410 a.C. Il testo è tradotto come segue: Nisannu, notte del 14 (?), ... figlio di Shumu-usur, Shumu-iddina, discendente [---], è nato. A quel tempo la Luna era al di sotto delle tenaglie dello Scorpione, Giove in Pesci, Venere in Toro, Saturno in Cancro, Marte in Gemelli. Mercurio, che si era fermato, non era visibile. [-] (?) Si registra anche una prima forma di oroscopia giudiziaria, in una inscrizione ai tempi dei babilonesi è stata rinvenuta questa descrizione: [-] (Se) nasce un bambino e durante la sua infanzia si verifica un'eclissi solare: morirà in una città straniera e la casa di suo padre sarà dispersa.

## Antico Oriente
Quello babilonese è stato il primo sistema organizzato di astrologia, che sorse nel II millennio a.C.; si ipotizza che una qualche forma di studio astrologico possa altresì essere sorta tra i sumeri durante il periodo di Uruk nel III millennio a.C., ma i riferimenti isolati ad antichi presagi celesti datati a questo periodo non sono considerati elementi di prova sufficienti a dimostrare una teoria integrata dell'astrologia per quanto riguarda quel popolo anche se il ricercatore Otto Eduard Neugebauer nel capitolo sull'astronomia babilonese del suo celebre Le scienze esatte nell'antichità dichiara il contrario, sostenendo che: Troviamo dunque già in questo periodo molto antico i primi segni di uno sviluppo che porterà in epoche più tarde all'astrologia giudiziaria e, in un'ultima istanza, all'astrologia personale od oroscopica del periodo ellenistico

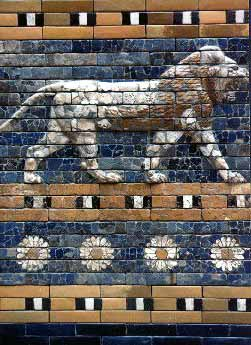
Dettaglio della porta di Ishtar di Babilonia, conservato al Pergamonmuseum di Berlino

La storia dell'apprendimento della divinazione celeste è quindi generalmente convenuto come esser cominciato con i testi del tardo periodo della prima dinastia babilonese (1.800 a.C.), proseguendo poi attraverso il loro medio regno e nel corso del periodo di dominazione da parte degli assiri (1.200 a.C.).
L'Astrologia babilonese prevedeva una attenta osservazione dei fenomeni astronomici: l'unica fonte in nostro possesso che attesti la predizione in relazione agli eventi celesti è legata allo Enuma Anu Enlil, un registro di fenomeni astronomici dove sono riportate indicazioni su come interpretare gli stessi per scopi predittivi come riportato in numerose tavolette: per esempio in quella classificata nel numero inventario K3561, (e riportata nelle esposizioni online del Museo Galileo, Istituto della Storia e della Scienza, conservata presso il Londra British Museum) ovvero la ventesima tavoletta della serie Enuma Anu Enlil, sono indicati presagi sulle date delle eclissi e viene descritto come il fenomeno sia di cattivo auspicio, inoltre secondo la descrizione del Museo Galileo onLine della tavoletta in questione,  la qualità del movimento dell'ombra lunare forniva agli astronomi babilonesi le indicazioni dell'area del mondo che poteva essere colpita da una calamità annunciata dal fenomeno stesso. Esempi di predizioni astronomiche, tratte dagli Enuma Anu Enlil, recitano quanto segue:
- Se la Luna, quando sorge, Sirio sta al suo interno vi sarà guerra tra i re di tutti i paesi
- Se la Luna, quando sorge, lo Scorpione la circonda come un alone: leoni e lupi saranno inferociti, le vie di comunicazione saranno interrotte, (variante) i re di tutti i paesi diventeranno ostili
- Se la Luna, quando sorge, un pianeta sta al suo interno: in questo anno vi saranno epidemie in tutti i paesi
- Se la Luna è raccolta con le Pleiadi il paese si raccoglierà nelle fortezze
- Se la Luna scivola all'interno di una nuvola: giungerà la piena
- Se la Luna, quando sorge, è scura vi sarà omicidio e confusione nel paese
- Se la Luna, quando sorge, splende: in tutti i paesi gli scambi non saranno fiorenti[18].

Anche Otto Eduard Neugebauer  è del parere che i pochi frammenti delle Enuma Anu Enlil dimostrino comunque non solo un calcolo astronomico ma anche un presagire, attraverso la sola osservazione dei fenomeni astronomici ma anche atmosferici.
Con il XVI secolo a.C. il largo impiego dell'astrologia era per lo più basato sull'interpretazione dei presagi, ciò può essere evidenziato nella compilazione di un lavoro globale conosciuto come Enuma Anu Enlil; il suo contenuto consisteva in più di 70 tavolette in scrittura cuneiforme e comprendenti 7.000 presagi celesti. I testi di questo periodo si riferiscono anche all'esistenza di una tradizione orale consolidata, le cui origini e i relativi contenuti possono essere solo ipotizzati.
In questo lasso temporale l'astrologia babilonese era soprattutto d'intento mondano, volta e maggiormente interessata cioè alla previsione dei tempi più propizi agli atti umani e verso questioni di tipo politico; fino al VII secolo a.C. poi la comprensione della pratica astronomica era piuttosto rudimentale. Solamente a partire dal IV secolo a.C. i loro metodi matematici avevano progredito abbastanza per poter calcolare le posizioni planetarie future con ragionevole accuratezza; a quel punto ampie effemeridi cominciarono ad apparire.
L'astrologia babilonese si è sempre più sviluppata nel contesto della divinazione, una raccolta di 32 tavolette risalente a circa il 1.875 a.C. rappresentano i più antichi testi dettagliati noti di divinazione tra i babilonesi, e questi dimostrano lo stesso formato interpretativo di quello impiegato nelle analisi dei presagi celesti. Nelle tavolette erano inscritti i risultati dello studio del fegato dell'animale sacrificato per l'occasione; le eventuali macchie e segni particolari ritrovati su di esso venivano interpretati come messaggi simbolici provenienti dagli dèi e diretti al sovrano.
I babilonesi credevano inoltre che le varie divinità si presentassero nelle immagini celesti dei pianeti e delle stelle con i quali erano stati associati. Presagi celesti negativi collegati ad un certo pianeta erano quindi veduti come segni d'insoddisfazione o ira del dio che quel dato pianeta rappresentava. Le indicazioni ricavate dal presagio erano soddisfatte con i tentativi volti a placare il dio e rinvenire così una modalità gestibile con cui l'espressione del dio potesse essere realizzata senza per questo incorrere in un danno troppo elevato per il re e la sua nazione.
Un importante rapporto astronomico consegnato al re Esarhaddon riguardante un'eclissi lunare verificatasi nel mese di gennaio del 673 a.C. mostra come l'uso rituale di "re o eventi sostitutivi", combinati con una fede cieca nella magia e nei presagi in una prospettiva puramente meccanica; il punto di vista cioè che l'evento astrologico dovesse avere un qualche tipo di correlazione considerevole all'interno del mondo naturale: ... All'inizio dell'anno un diluvio verrà a rompere le dighe. Quando la Luna ha fatto l'eclissi, il re, mio signore, dovrebbe scrivere a me. Come sostituto per il re, voglio passare attraverso una diga, qui a Babilonia, nel bel mezzo della notte. Nessuno potrà sapere.
Ulla Koch-Westenholz, nel suo libro del 1995 "Mesopotamian Astrology: An Introduction to Babylonian and Assyrian Celestial Divination", sostiene che questa ambivalenza tra una visione del mondo teistica e al tempo stesso estremamente meccanicistica definisce il concetto babilonese di divinazione celeste come quella che, nonostante la sua pesante dipendenza dalla magia, rimane privo di implicazioni di punizioni mirate con lo scopo di vendetta, e così "condivide alcuni dei tratti che definiscono anche la scienza moderna: è oggettivo e privo di valore, opera secondo regole note, e i suoi dati sono considerati universalmente validi ed infine può essere consultata in tabulazioni scritte".
Koch-Westenholz stabilisce anche la distinzione più importante tra l'antica astrologia babilonese e le altre discipline divinatorie, come è che il primo è stato originariamente esclusivamente occupato di astrologia mondana, essendo geograficamente orientata e specificamente applicato ai vari paesi, città e nazioni, e quasi del tutto interessato al benessere dello stato e del re come capo di governo del proprio popolo. L'astrologia mondana è quindi conosciuta per essere uno dei più antichi rami dell'astrologia. È stato solo con la progressiva comparsa dell'astrologia oroscopica, dal VI secolo a.C. in poi, che l'astrologia ha sviluppato le tecniche e la pratica di astrologia del tema natale.

## Egitto antico ed ellenistico

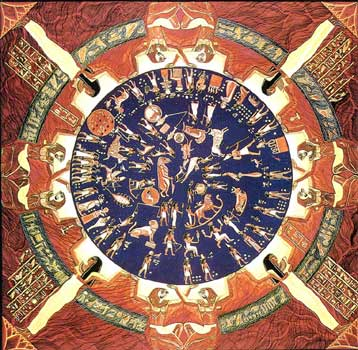
Lo Zodiaco nel tempio di Dendera

Gli antichi Egizi dividevano l'anno in 360 giorni, con dodici mesi di trenta giorni, ciascuno diviso in tre decani, ovvero tre decadi, e trenta paranatellonta, cioè figure astrali per ogni singolo giorno. Ciascun mese era legato a una costellazione e un segno zodiacale, ma erano soprattutto i trentasei decani a presiedere al destino di ogni situazione, facendo muovere i pianeti nel cielo, e vegliando il mondo sublunare tramite alcuni loro inviati, i demoni. Ciascun decano era raffigurato in maniera grottesca e mostruosa, per metà uomo e per metà animale fantastico.
Nel 525 a.C. la terra d'Egitto venne conquistata dai Persiani, dando così vita al periodo tardo dell'Egitto, ed è quindi probabile che vi sia stata una certa influenza mesopotamica sull'astrologia egiziana. Argomentando a favore di questo lo storico Tamsyn Barton dà un esempio di quella che sembra essere l'influenza mesopotamica sullo zodiaco egizio con il quale vi era la condivisione di due segni zodiacali, quello della Bilancia (astrologia) e quello dello Scorpione (astrologia), come viene evidenziato nello zodiaco di Dendera risalente al I secolo a.C. (mentre nella versione greca la Bilancia era conosciuta come parte degli artigli dello Scorpione).
Dopo l'occupazione da parte di Alessandro Magno nel 332 a.C. l'intero Egitto persiano passò sotto il dominio e l'influenza dell'ellenismo. La città di Alessandria d'Egitto venne fondata dal conquistatore macedone poco dopo e durante tutto il III e II secolo a.C. gli innumerevoli studiosi ivi residenti furono anche prolifici scrittori di astrologia; ed è proprio nell'Alessandria tolemaica l'astrologia babilonese si mescolò con la tradizione egizia dei Decani per creare l'astrologia oroscopica: questa comprendeva lo zodiaco babilonese col suo sistema di esaltazione (astrologia) dei pianeti, triplicità dei segni e l'importanza data alle eclissi. Insieme a tutto ciò incorporò anche il concetto egizio di dividere lo zodiaco in 36 decani di 10 gradi ciascuno, con l'accento posto sul decano crescente, il sistema greco di divinità planetarie, la sovranità dei segni e i quattro elementi.
I decani erano un sistema di misurazione del tempo secondo le costellazioni ed erano guidati da Sothis o Sirio. I moti dei decani nel cielo sono poi stati utilizzati per suddividere la notte in ore; il sorgere di una costellazione poco prima dell'alba (il suo sorgere o levata eliaca) veniva così considerata l'ultima ora prima del giorno: nel corso dell'anno ogni costellazione appariva appena prima dell'alba per dieci giorni. Quando divennero parte integrante dell'astrologia nell'età ellenistica, ogni decade venne associata con circa dieci gradi zodiacali; vari testi risalenti al II secolo a.C. pervenutici sono relativi alle posizioni dei pianeti nei segni zodiacali al momento del sorgere di alcuni decani, in particolare il succitato Sirio.

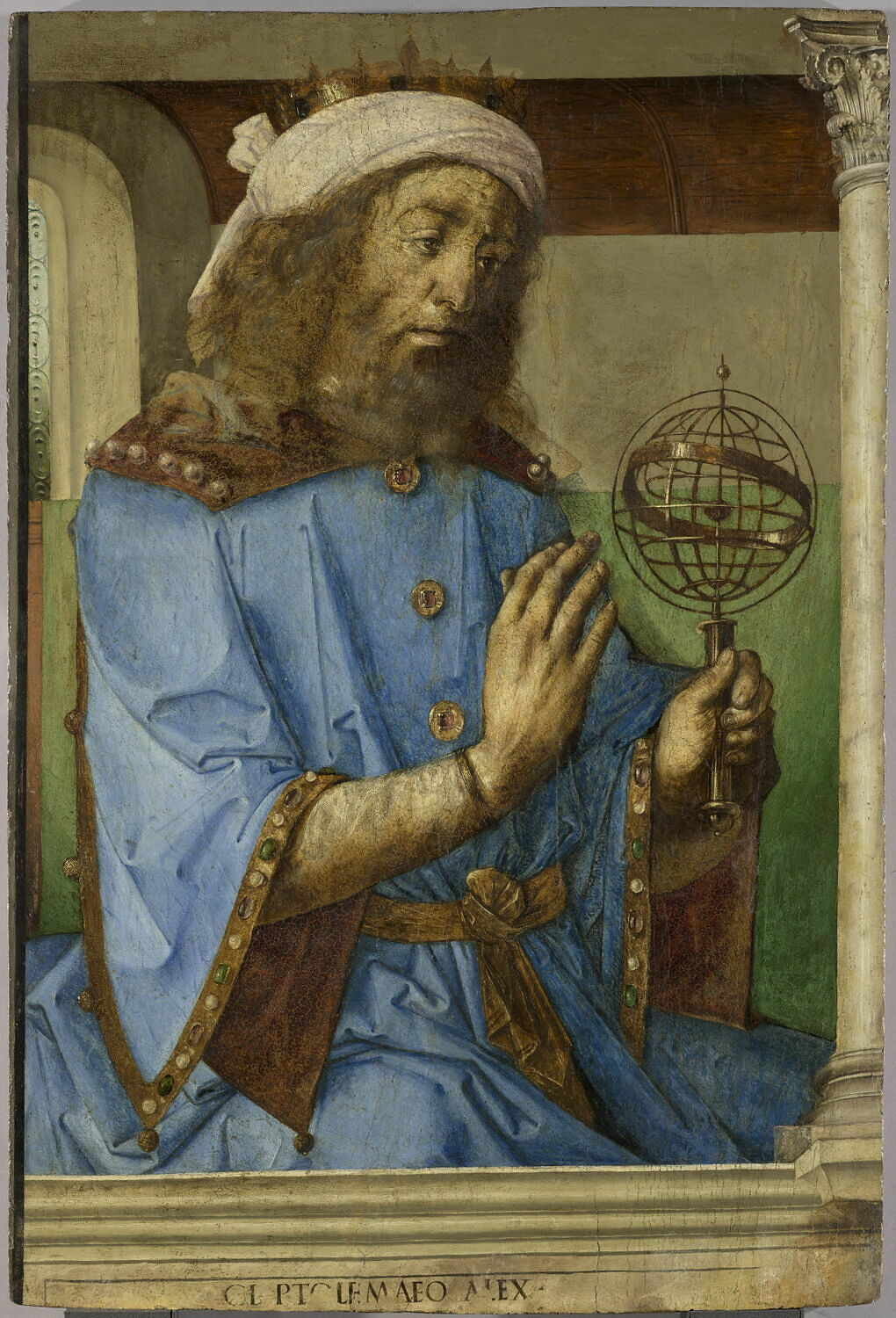
Claudio Tolomeo, autore del Tetrabiblos.

Particolarmente importante per lo sviluppo dell'astrologia oroscopica è stato l'astrologo e astronomo Claudio Tolomeo che visse proprio ad Alessandria d'Egitto; con la sua opera intitolata Tetrabiblos, scritta nel II secolo d.C., ha posto le basi della tradizione astrologica occidentale e, come fonte di riferimento durante i secoli seguenti, si dice che "ha goduto quasi dell'autorità di una bibbia per gli studiosi di astrologia per più di mille anni". Questo è stato inoltre uno dei primissimi testi astrologici fatti circolare nell'Europa medievale, dopo essere stato tradotto dall'arabo al latino da Platone Tiburtino in Spagna nel 1138. Il Tetrabibilos è collegato all'Almagesto di Claudio Tolomeo, l'autore distingue già in antichità i diversi campi dell'astronomia e dell'astrologia. L'astronomia è identificata come mathematiké e intende distinguersi dall'astrologia oroscopica in quanto analisi contemplativa delle leggi eterne e sistemiche che regolano i movimenti degli astri, i quali a loro volta fornirebbero attraverso i transiti celesti la base all'esame degli avvenimenti che si verificano sulla terra: l'almagesto è in un certo senso l'antica astronomia di oggi, il tetrabiblos invece rappresenterebbe la base antica dell'astrologia occidentale praticata oggi, nelle sue varie tradizioni e correnti.
Secondo Firmico Materno (IV secolo) il sistema dell'astrologia oroscopica risalirebbe ad un faraone egizio di nome Nekaub ed al suo sommo sacerdote Petosiris. I testi dell'ermetismo (filosofia) sono stati anch'essi raccolti e conservati in questo stesso lasso di tempo e Clemente Alessandrino, scrivendo a riguardo dell'epoca dell'antica Roma, sottolinea il grado in cui gli astrologi si attendevano di aver la dovuta conoscenza dei testi nella sua descrizione dei riti sacri egizi: "Questo è principalmente dimostrato dal loro sacro cerimoniale. Per primo giunge il cantore, recante alcuni dei simboli della musica. Perché dicono che egli deve imparare due dei libri di Ermete Trismegisto, quelli in cui sono contenuti gli inni degli dei, in secondo luogo le regole previste per la vita del re. E dopo avanza l'astrologo, con un misuratore del tempo in mano, e una palma, i simboli dell'astrologia. Deve avere i libri astrologici di Ermete, che sono in numero di quattro, sempre in bocca."

## Grecia e Roma
La conquista dell'Asia da parte di Alessandro Magno espose i Greci alle culture e alle idee cosmologiche siriane, babilonesi, persiane e dei popoli dell'Asia centrale. La lingua greca antica soppiantò la scrittura cuneiforme come lingua internazionale della comunicazione e trasmissione intellettuale e parte di questo processo ha coinvolto anche gli scritti astrologici.
Intorno al 280 a.C. Berosso, un sacerdote del dio Marduk proveniente da Babilonia, si trasferì nell'isola greca di Cos con l'intento d'insegnare l'astrologia e la cultura babilonese agli antichi Greci; fatto questo che lo storico Nicholas Campion definisce come "l'energia innovativa" che in campo astrologico si trasferì verso ovest, in direzione del mondo ellenistico della Grecia e dell'Egitto.
Secondo Campion, l'astrologia che era arrivata dal mondo orientale si caratterizzava per la sua complessità, con differenti aspetti emergenti. Nel I secolo a.C. esistevano due varietà di astrologia: una divinatrice, che richiedeva la lettura di oroscopi al fine di stabilire i dettagli precisi sul tempo non solo passato e presente, ma anche futuro; l'altra era invece teurgica, la quale sottolineava l'esigenza di una risalita dell'anima in direzione delle stelle. Anche se non si escludevano a vicenda, la prima dava le informazioni richieste sulla vita attuale, mentre la seconda si occupava più della trasformazione personale e qui l'astrologia serviva come forma di dialogo con il divino.

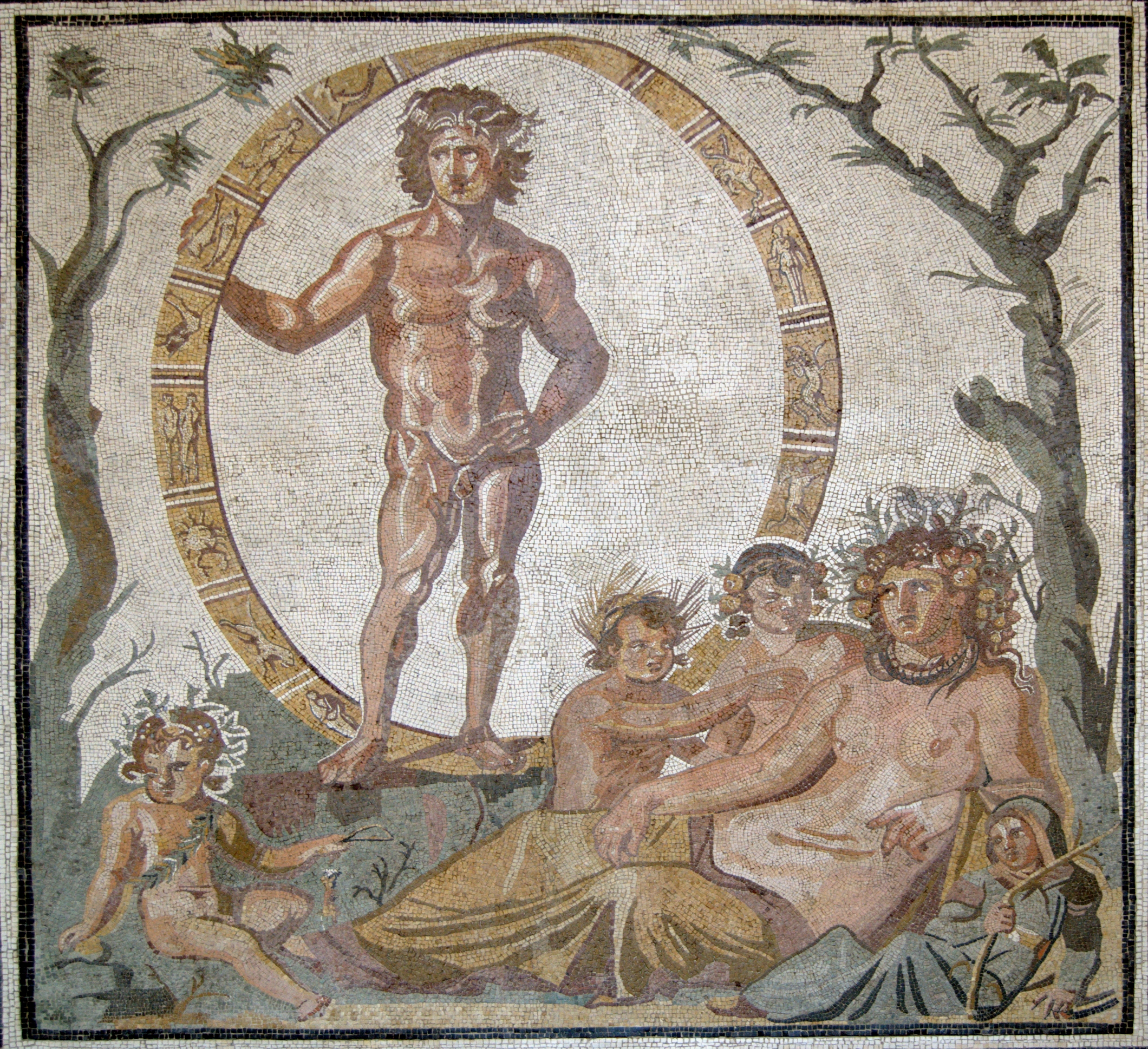
Aion, il dio dell'eternità, in piedi all'interno di nastro identificabile come la sfera celeste, su cui sono raffigurati i segni zodiacali (mosaico romano del III sec.)

Come per molte altre cose, l'influenza greca ha svolto un ruolo fondamentale nella trasmissione della teoria astrologica all'antica Roma; i primi riferimenti in nostro possesso dimostrano che il suo arrivo a Roma rivela che la sua influenza iniziale venne esercitata sugli ordini più bassi della società, con conseguente preoccupazione da parte del senato nei confronti di un ricorso acritico alle idee dei babilonesi sull'osservazione delle stelle. Tra i Greci e i Romani, la regione di Babilonia, nota anche come terra di Caldea è venuta così ad identificarsi con l'astrologia (la "saggezza caldea"), fino a diventare un sinonimo comune per indicare la divinazione attraverso l'utilizzo dei pianeti e delle stelle.
Il primo riferimento preciso all'uso dell'astrologia d'origine orientale in territorio romano ci viene dall'opera dell'oratore Marco Porcio Catone (detto "il Vecchio") il quale nel 160 a.C. compose un trattato avvertendo dei pericoli insiti nella consulenza che certi strati della popolazione richiedeva proprio all'astrologia dei Caldei e richiedendo a tal proposito una sorveglianza attiva.
Tra i maggiori astrologi del I secolo a.C. si annovera il poeta Marco Manilio, autore degli Astronomica, in cui tratta dei segni zodiacali, degli oroscopi, dei decani e della melotesia. Tra i detrattori, invece, il poeta romano del II secolo Giovenale, nel suo attacco satirico alle abitudini delle donne romane, dimostra la forte e pervasiva influenza sulla società romana della «scienza dei Caldei»; nonostante l'umile status sociale costoro secondo Giovenale deterrebbero sulle donne un certo potere in quanto esse «bevono ogni parola pronunciata dall'astrologo... al giorno d'oggi nessuno di loro viene più messo in catene", bensì è onorato e riverito.
Uno dei primi ad aver portato l'astrologia in terra romana fu Tiberio Claudio Trasillo il quale operò come astrologo di corte per l'imperatore romano Tiberio; ma questi non sembra esser stato il primo a chiedere consulti agli astri in quanto già il suo predecessore Augusto aveva usato l'astrologia come aiuto per legittimare i propri diritti imperiali quale diretto successore di Giulio Cesare.

## Mondo islamico
L'astrologia venne ripresa con entusiasmo dagli studiosi islamici a seguito della caduta di Alessandria d'Egitto nelle mani degli invasori arabi nel corso del VII secolo e poi con la fondazione del Califfato abbaside nell'VIII secolo: il secondo califfo, Al Mansur (754-775), fondò la città di Baghdad per fungere da centro di apprendimento ed includendovi un punto di raccolta e traduzione noto come "Bayt al-Hikma" (Casa della Sapienza) il quale continuò a svilupparsi con i suoi eredi e finendo per dare un importante impulso per le traduzioni arabe-persiane dei testi astrologici ellenistici

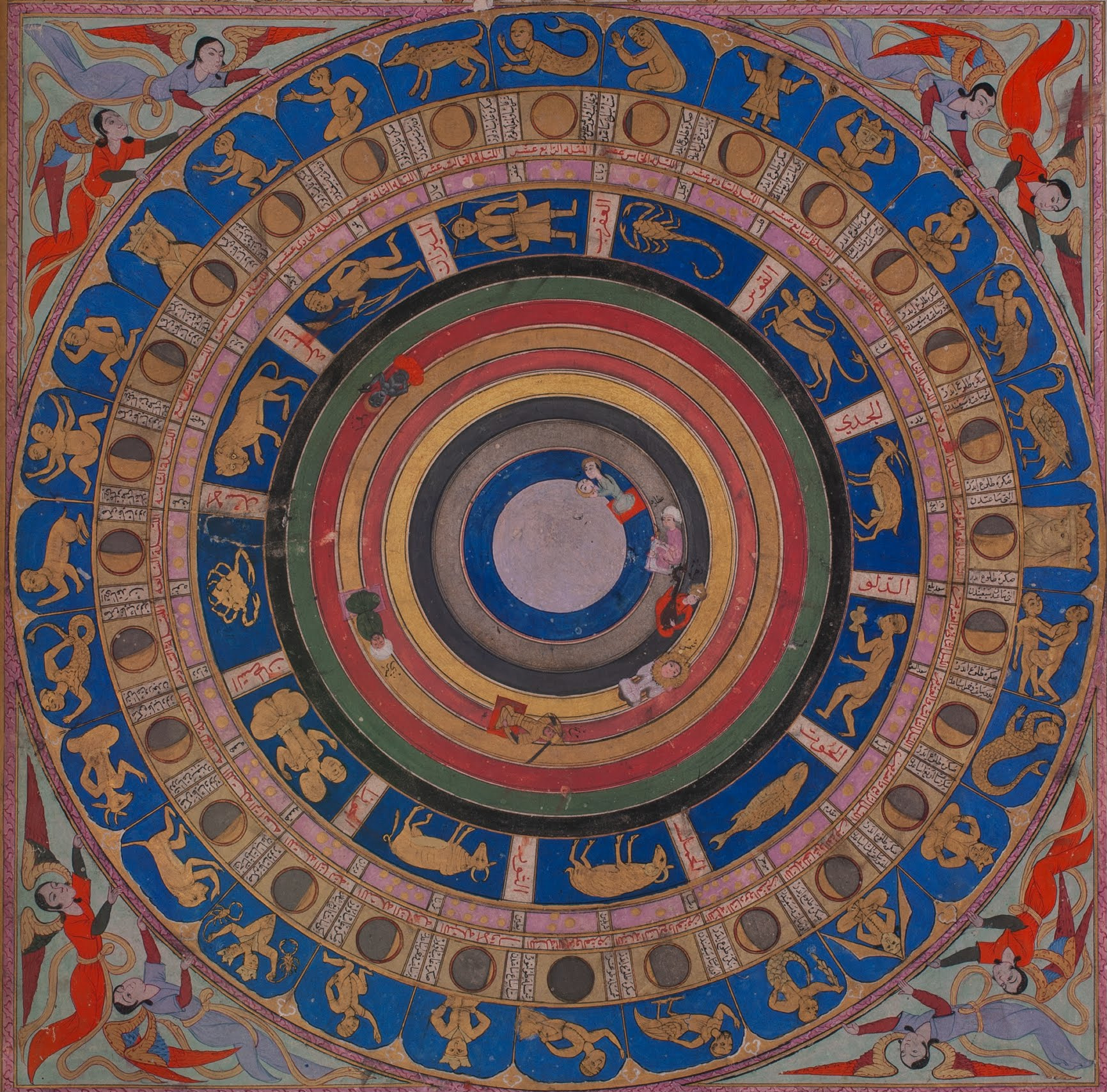
Carta celeste da un manoscritto illustrato di Zubdat-al Tawarikh (1583)

I primi traduttori, incluso Masha'allah ibn Athari (750-815) il quale contribuì ad eleggere il "tempo più propizio" per la fondazione di Baghdad, e Sahl ibn Bishr (786-845), i cui testi sono stati direttamente influenti sui successivi astrologi europei come Guido Bonatti nel XIII secolo e William Lilly nel XVII secolo. La conoscenza dei testi arabi ha incominciato a divenire maggiormente importante in terra europea durante le Traduzioni nell'Occidente latino durante il XII secolo il cui effetto più prossimo fu quello di aiutare ad avviare il Rinascimento europeo.
Tra i nomi più importanti degli astrologi arabi, uno dei più influenti fu Abu Ma'shar al-Balkhi (Albumasar, 787-886) la cui opera "Introductorium in Astronomiam" in seguito divenne un trattato popolare in tutta l'Europa medievale. Un altro autore molto ben conosciuto divenne il persiano Muḥammad ibn Mūsā al-Khwārizmī (VIII-IX secolo, matematico, astronomo, geografo ed astrologo). Gli arabi aumentarono notevolmente la conoscenza dell'astronomia dell'epoca in occidente e molti dei nomi dati alle stelle comunemente noti al giorno d'oggi, come Aldebaran, Altair, Betelgeuse, Rigel e Vega conservano l'eredità della loro lingua d'origine.
Essi hanno inoltre sviluppato anche l'elenco dei "lotti" ellenistici nella misura in cui essi divennero universalmente noti come parti arabe, per cui si è spesso a torto sostenuto che gli astrologi arabi inventarono il loro utilizzo, mentre sono chiaramente noti per essere stati una delle caratteristiche maggiormente importanti dell'astrologia ellenistica.
Durante il progresso della scienza islamica alcune delle pratiche astrologiche vennero confutate su basi teologiche da astronomi come al-Farabi (870-950), Alhazen (965-1039) e Avicenna. Le loro critiche sostennero che i metodi degli astrologi erano congetturali piuttosto che empirici, oltre che ad essere in conflitto con il punto di vista ortodosso religioso degli ʿulamāʾ (gli studiosi dell'Islam), attraverso una qual suggestione che vorrebbe la volontà divina esser conosciuta con precisione e pertanto prevista in anticipo.
Tali confutazioni interessarono principalmente l'astrologia giudiziaria (come l'astrologia oraria) piuttosto che l'astrologia medica e meteorologica, considerate queste ultime rami naturali e parte integrante delle scienze del tempo. Ad esempio la "confutazione contro l'astrologia" (Resāla fī ebṭāl aḥkām al-nojūm) di Avicenna argomenta contro la pratica astrologica pur sostenendo invece il principio dei pianeti nella loro qualità di agenti della causalità divina, tesi quindi ad esprimere il potere di Dio sopra la creazione intera. Avicenna ritenne che il movimento dei pianeti assume un'influenza deterministica sulla vita terrena, ma sostenne anche la propria contrarietà nei confronti della presunta capacità di determinare l'esatta influenza astrale. In sostanza Avicenna non ha confutato il dogma essenziale dell'astrologia, ma ha bensì negato la nostra capacità di comprendere esattamente attraverso previsioni astrologiche, precise e fataliste, la volontà divina.

## Medioevo e Rinascimento europeo
(Tommaso d'Aquino)

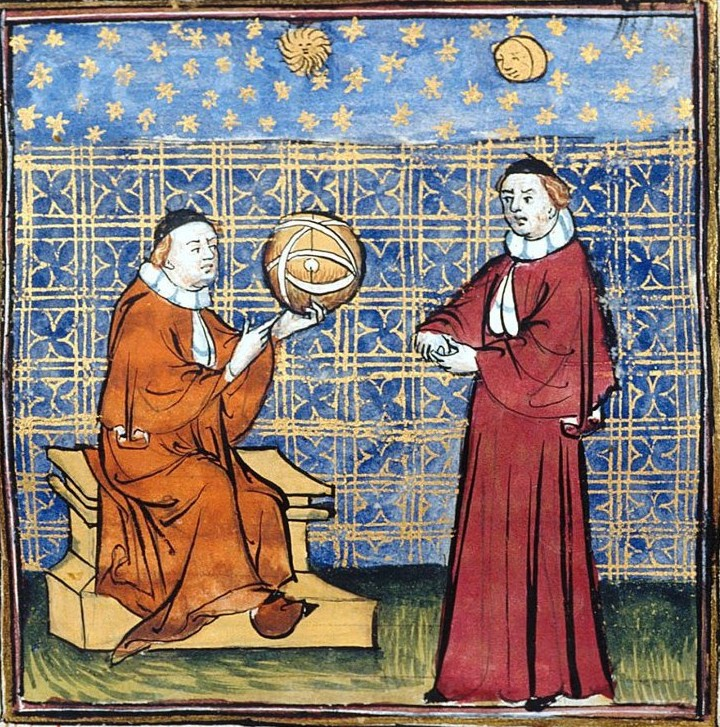
Astrologi intenti a osservare le stelle, miniatura dal manoscritto De Proprietatibus Rerum (XV secolo)

Mentre l'astrologia in tutto l'Oriente fiorì in seguito al crollo del mondo romano antico, con influenze indiane, persiane ed islamiche che si compenetrano in un'opera di revisione intellettuale attraverso un attivo investimento nei progetti di traduzione, l'astrologia occidentale nello stesso periodo dell'alto Medioevo era divenuta «frammentaria e non sofisticata [...] in parte a causa della perdita dell'astronomia scientifico-filosofica greca ed in parte anche a causa delle condanne espresse dalla Chiesa».
Verso la fine del X secolo, tuttavia, le traduzioni di opere arabe in latino iniziarono a fare la loro comparsa in territorio spagnolo, e nel corso del XII secolo la trasmissione di ingenti studi astrologici dall'Arabia verso l'Europa «acquisì grande impulso». Re Alfonso X di Castiglia fu tra i primi a raccogliere quegli studi nelle sue Tavole alfonsine. Nella formazione universitaria dell'Europa medievale, inoltre, l'astronomia, che allora era un tutt'uno con l'astrologia, faceva parte integrante dell'insegnamento scolastico, essendo una delle sette arti liberali, in particolare del quadrivio, su cui si fondava il curriculum degli studiosi, generalmente membri del clero.
Persino all'interno della Chiesa vari suoi esponenti mostrarono aperture verso l'astrologia, fra tutti San Tommaso d'Aquino, il massimo teologo del Medioevo, che respingendo il fatalismo la considerò una scienza affine a quelle congetturali applicate alla materia, il cui studio avrebbe potuto consentire il dominio sugli astri stessi. Poiché l'influsso di questi non costringe necessariamente la volontà, altri la considerarono una sorta di «scienza sacra» di cui Dio si serve per interagire con l'uomo tramite i segnali delle stelle.

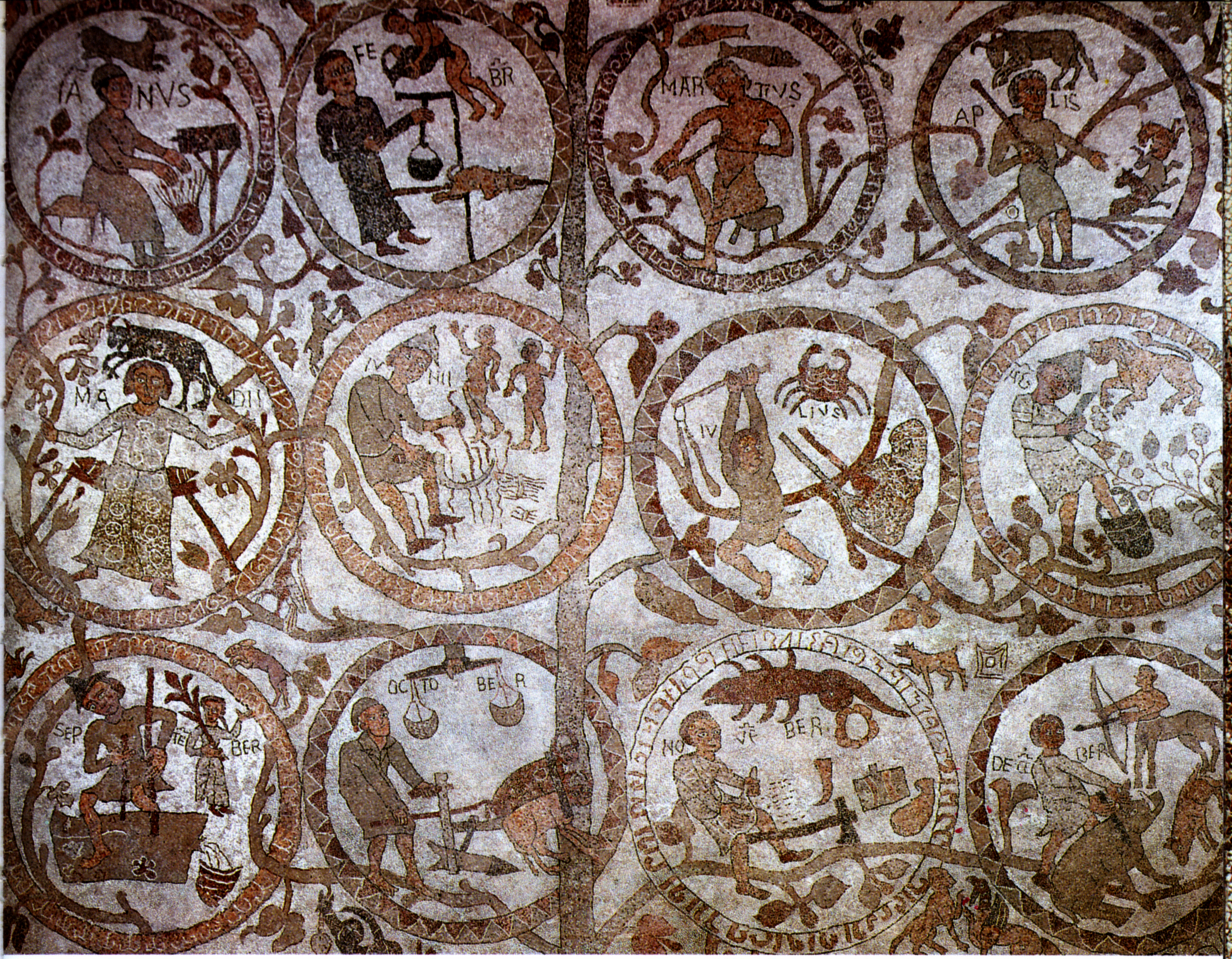
Mosaico nella Cattedrale di Otranto che raffigura i dodici segni dello Zodiaco (1165)

Entro il XIII secolo l'astrologia era diventata così una parte della pratica medica quotidiana in terra europea; i medici combinavano la medicina ippocratica dei quattro elementi e dei quattro umori (ereditata dal fisiologo romano Galeno) con gli studi delle stelle. Entro la fine del '500 poi in tutta Europa essi erano tenuti per legge a calcolare la posizione della Luna prima d'effettuare procedure mediche complesse, come operazioni chirurgiche o salassi.
Opere influenti del XIII secolo sono quelle del monaco britannico Giovanni Sacrobosco,  dell'astrologo italiano Guido Bonatti; quest'ultimo servì i governi comunali di Firenze, Siena e Forlì ed agì come consulente di Federico II di Svevia. Il suo libro di testo astrologico intitolato Liber Astronomiae (Libro dell'Astronomia) e scritto attorno al 1277 aveva fama di essere «il più importante lavoro astrologico prodotto in latino nel XIII secolo»., e di Michele Scoto.
Il poeta fiorentino Dante Alighieri elogiò apertamente l'astrologia, citando spesso le costellazioni, e mostrando di conoscere il proprio segno zodiacale (i Gemelli). Egli la indicava come la più alta e ardua delle attività liberali umane, sia per la «nobilitade del suo subietto» che per «la sua certezza». Attribuiva agli astri una forte influenza sull'uomo, sulle stagioni e sul tempo, connotando le varie sfere celesti di significati ben specifici nel Paradiso della sua Divina Commedia. Nel Convivio, in particolare, equiparava l'astrologia alle caratteristiche di Saturno:
E queste due proprietadi sono ne l'Astrologia: ché nel suo cerchio compiere, cioè ne lo apprendimento di quella, volge grandissimo spazio di tempo, sì per le sue [dimostrazioni], che sono più che d'alcuna de le sopra dette scienze, sì per la esperienza che a ben giudicare in essa si conviene. E ancora è altissima di tutte le altre, però che, sì come dice Aristotile nel cominciamento de l'Anima, la scienza è alta di nobilitade per la nobilitade del suo subietto e per la sua certezza; e questa più che alcuna de le sopra dette è nobile e alta per nobile e alto subietto, ch'è de lo movimento del cielo; e alta e nobile per la sua certezza, la quale è sanza ogni difetto, sì come quella che da perfettissimo e regolatissimo principio viene. E se difetto in lei si crede per alcuno, non è da la sua parte, ma, sì come dice Tolomeo, è per la negligenza nostra, e a quella si dee imputare.»
(Dante Alighieri, Convivio, XIII)

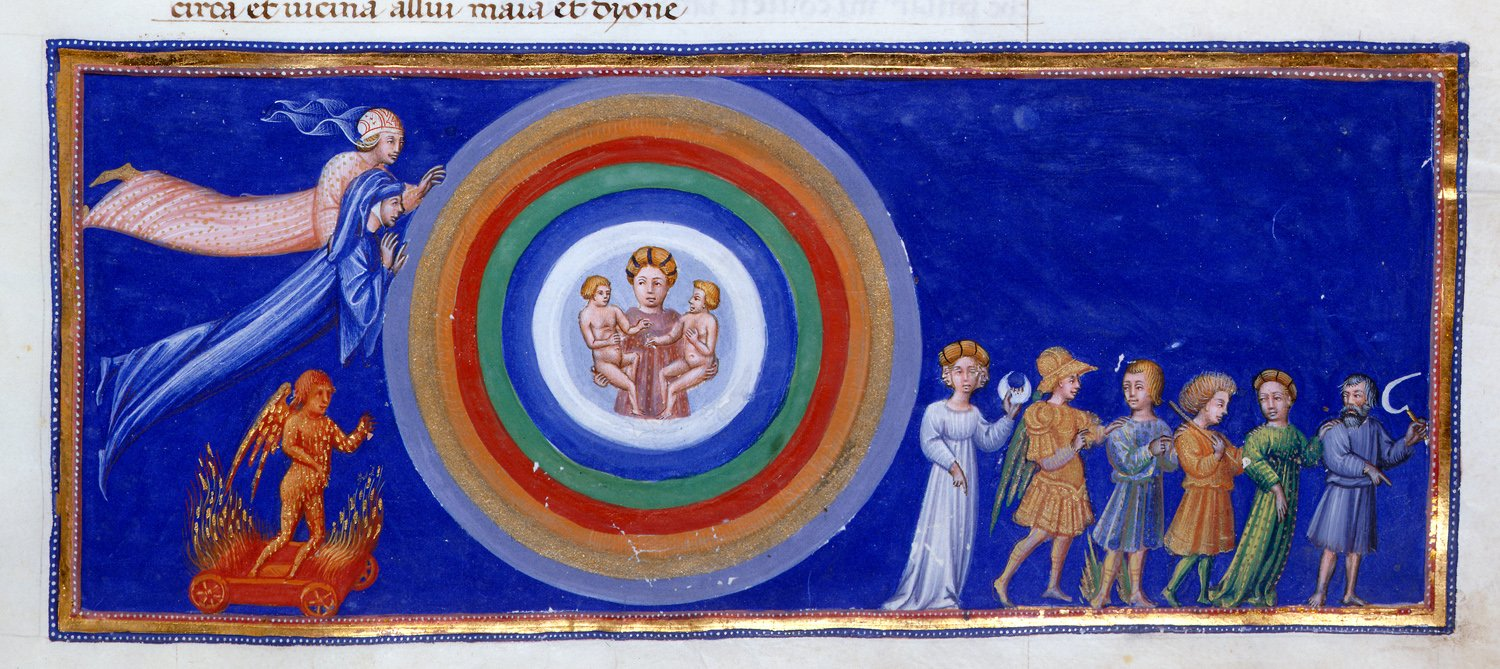
Le sette sfere celesti osservate da Dante e Beatrice nel Paradiso, con le simbologie personificate dei rispettivi pianeti (miniatura di Giovanni di Paolo, 1440)

Le uniche accuse che egli rivolge ad alcuni astrologi, come Bonatti da lui inserito nell'VIII cerchio dell'Inferno, luogo in cui coloro che divinano il futuro son costretti ad avere la testa rovesciata all'indietro, erano dovute non alla pratica in sé, ma al suo utilizzo fraudolento qualora si cercasse di nuocere al libero arbitrio umano («veramente de le magiche frode seppe il gioco»).
Riprendendo la suddivisione armonica del sapere medievale in sette aree distinte, ciascuna rappresentata da un particolare pianeta e conosciute come le arti liberali, Dante le vedeva nella loro qualità di discipline in ordine crescente, così come lo sono i pianeti in ordine di velocità decrescente: la grammatica venne assegnata alla Luna, il corpo celeste più veloce in movimento, la dialettica a Mercurio, la retorica a Venere, l'aritmetica al Sole, la musica a Marte, la geometria a Giove e l'astrologia/astronomia al corpo in movimento più lento conosciuto allora, ovvero Saturno.

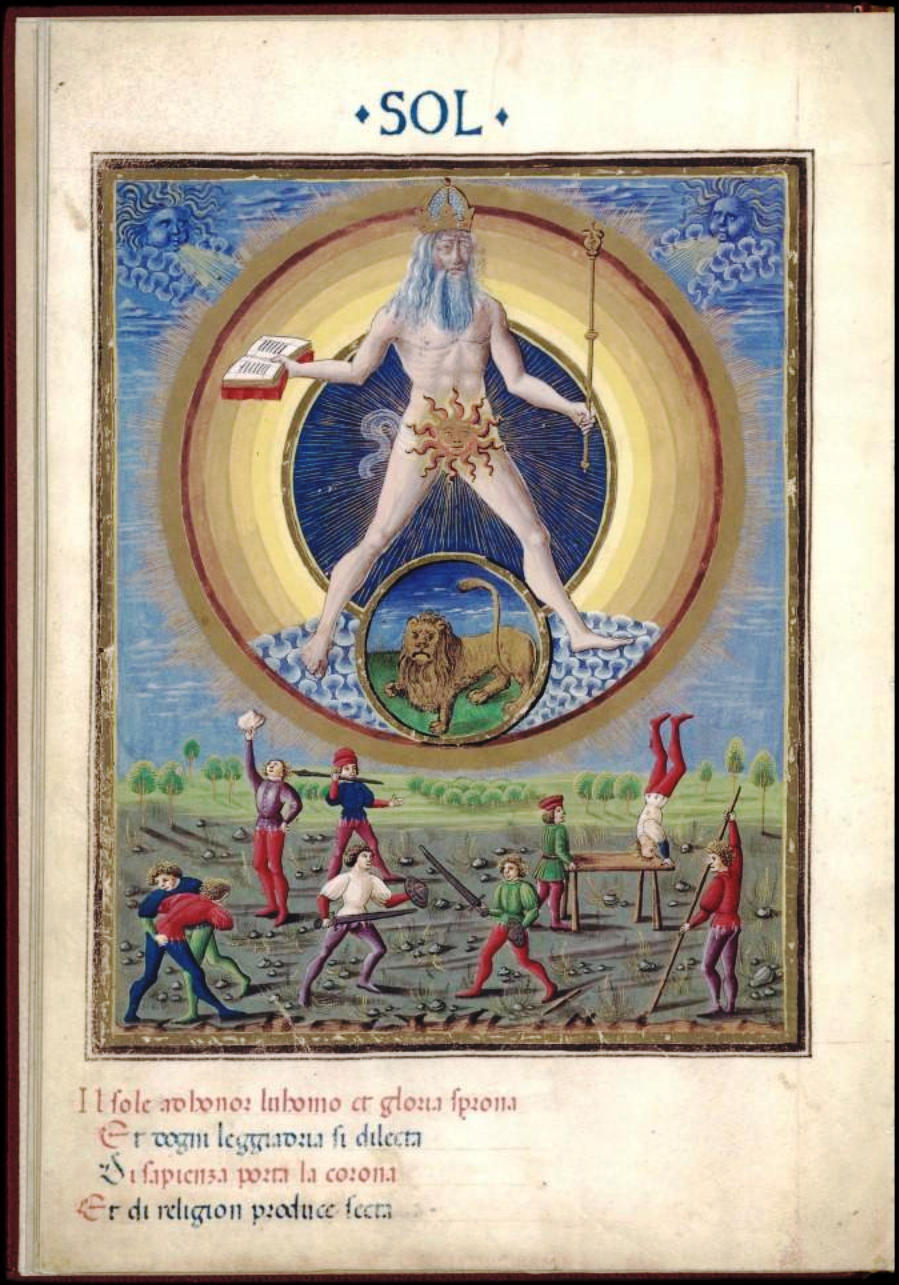
Simbolismo astrologico del Sole, da una miniatura del codice De Sphaera attribuita a Cristoforo de Predis (1470)

Gli scrittori medioevali utilizzavano poi spesso il simbolismo astrologico nei loro temi letterari. La disputa tra quanti continuavano a condannare l'astrologia come retaggio del paganesimo, e coloro che invece distinguevano l'elemento superstizioso, limitativo del libero arbitrio, dalla propensione a trattarne gli aspetti materiali e mutevoli come ad esempio la salute o i fenomeni atmosferici, si protrasse a lungo. Tra le varie dottrine ebbe fortuna quella del congiunzionismo, sostenuto ad esempio dal cardinale Pierre d'Ailly, che interpretava la congiunzione dei pianeti superiori (Marte, Giove e Saturno) come portatrice di un significato epocale, simile a quello del 6 a.C. nel quale i Re Magi lessero l'annuncio della nascita di Gesù.
In ambito neoplatonico ci si rifaceva alla differenza posta dal filosofo Plotino tra Provvidenza e Fato, ovvero tra gli esseri dotati di spirito, liberi di modificare il proprio destino, e gli enti fisici soggetti al determinismo degli eventi.
(Plotino, Enneadi, II, 3, 9)
L'umanista Marsilio Ficino, ad esempio, nella Disputatio contra iudicia astrologorum (1477) spiegava sulla base della dottrina plotiniana come le pratiche divinatorie andassero intese non come capacità degli astri di esercitare un influsso causale sugli eventi umani, bensì come una forma di consonanza tra questi e la posizione dei pianeti, i quali si limitano cioè a «descrivere» quel che accade. Quella di Ficino è cioè una concezione basata sulla corrispondenza e interdipendenza di ogni parte dell'universo, da leggere e interpretare secondo l'esperienza psicologica dell'anima, alla quale viene attribuita la capacità oggettiva di tradurre il mondo in forma di simboli. Non sempre tuttavia i filosofi accolsero rigorosamente la dottrina di Plotino, ammettendo una certa affinità fra l'anima e il suo tema natale, almeno ai fini di una sua collocazione in uno dei quattro temperamenti costituzionali, e riabilitando così anche l'astrologia oraria individuale.

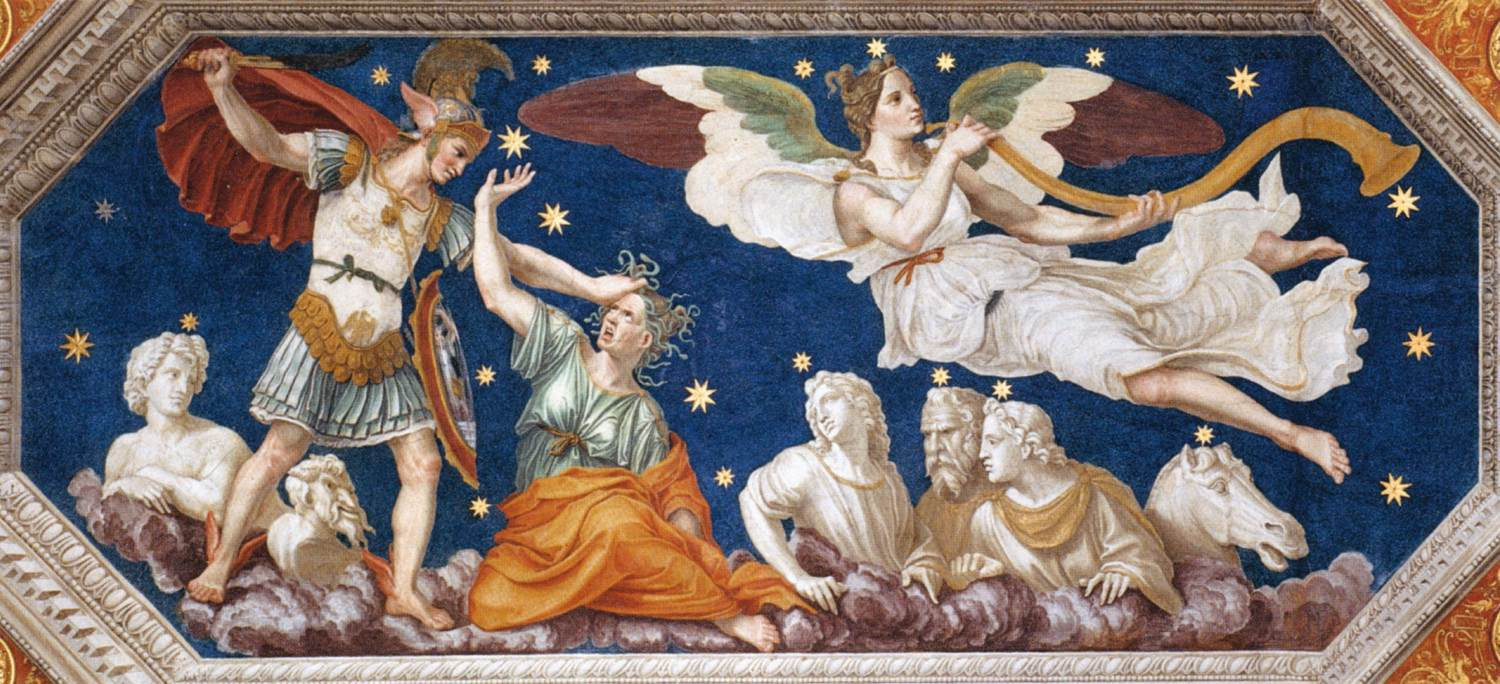
Affresco di Baldassarre Peruzzi che raffigura l'oroscopo di Agostino Chigi, in cui i pianeti e le costellazioni, rappresentati in sembianze mitologiche, fanno riferimento ad una precisa posizione astronomica (volta della Loggia di Galatea di Villa della Farnesina a Roma)

Nel Rinascimento, pur con vari distinguo, si assistette a una generale riabilitazione dell'astrologia su basi ermetiche ed esoteriche, che vedevano una corrispondenza tra macrocosmo e microcosmo, tra fenomeni celesti e terreni, nonché tra le strutture della mente umana e quelle reali dell'universo, in quanto generate dalla stessa intelligenza creatrice. Una tale fiducia si inseriva nella tipica ottica rinascimentale incentrata sull'agire pratico, propria di chi, guardando al futuro, non intende subire passivamente gli eventi, ma intervenire attivamente su di essi, prevedendo le circostanze in cui un'iniziativa aveva le maggiori possibilità di successo.
In ambito ecclesiastico, ad esempio, Giulio II si fece predire dagli astrologi il giorno più opportuno per la sua elezione al soglio pontificio, mentre papa Leone X fece istituire una cattedra di astrologia alla Sapienza di Roma. Anche i papi Adriano VI e Paolo III tennero in grande considerazione gli oroscopi.
L'Astrologia era inoltre inserita nelle così dette Arti Liberali, la cui origine pare provenire dalla scuola pitagorica, mentre secondo altre fonti da Platone altri ritengono da Filone e Aristotele. Secondo Institutiones divinarum et saecularium litterarum di Cassiodoro (485-583), nell'insegnamento medievale le Arti Liberali esercitarono un grande influsso sulla cultura cristiana del Medioevo ed erano così suddivise: "Gram. (Grammatica) loquitur, Dia. (Dialettica) vera docet, Rhe. (Retorica) verba colorat, Mu. (Musica) canit, Ar. (Aritmetica) numerat, Geo. (Geografia) ponderat, As. (Astronomia) docet astra" quest'ultima studiata non solo come fenomeno astronomico ma anche come approccio astrologico giudiziario.

## Età moderna

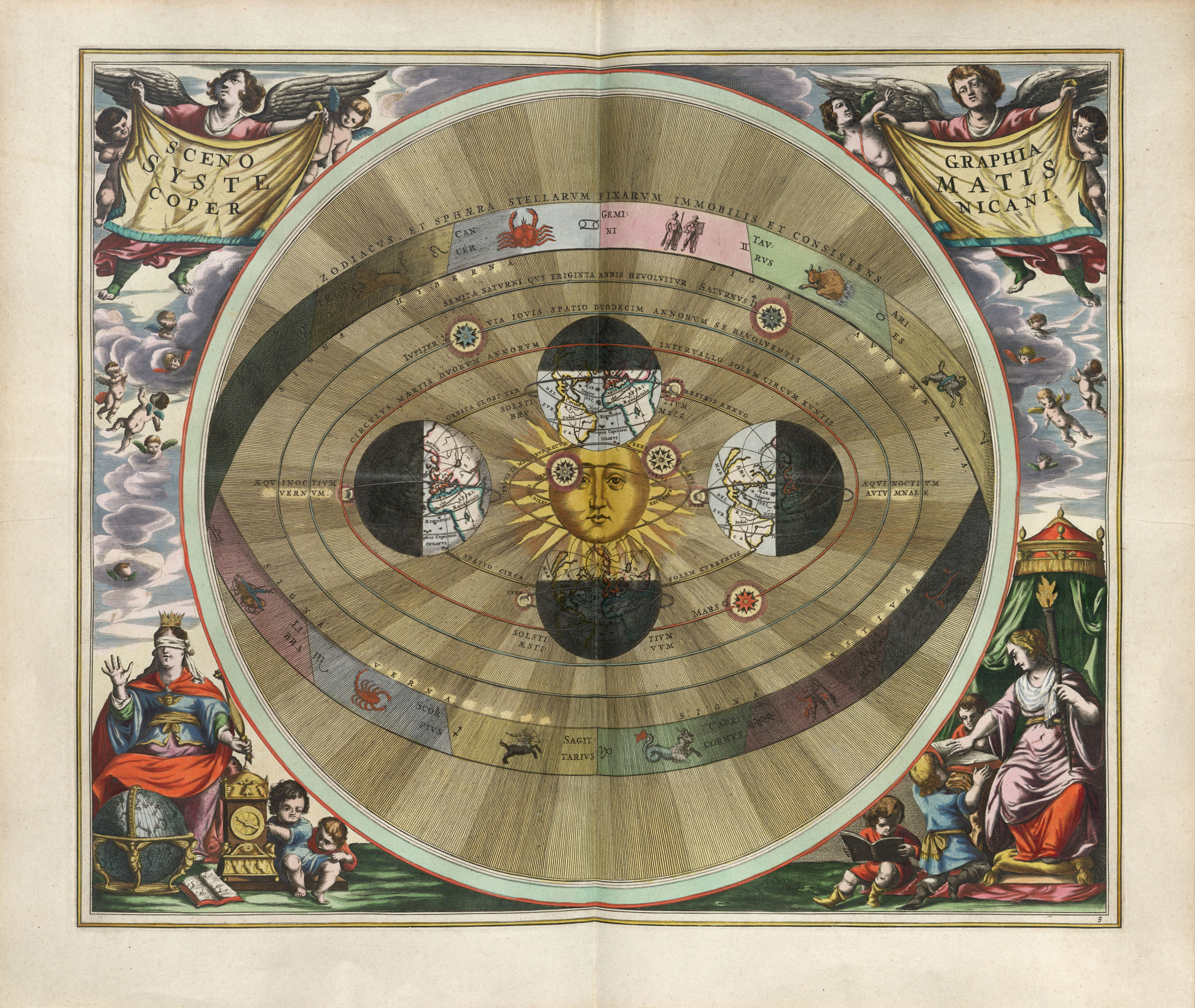
La nuova visione eliocenrica dell'universo in un'illustrazione di Andreas Cellarius (Harmonia Macrocosmica, 1661)

L'avvento della rivoluzione copernicana, che sosteneva l'eliocentricità del sistema solare, non alterò il linguaggio usato dagli astrologi, tra cui vi erano Tycho Brahe, Keplero e Galilei. Venne anzi formulato da Tycho Brahe un nuovo modello geocentrico completamente equivalente a quello eliocentrico, detto ticonico, basato sulle nuove scoperte astronomiche.

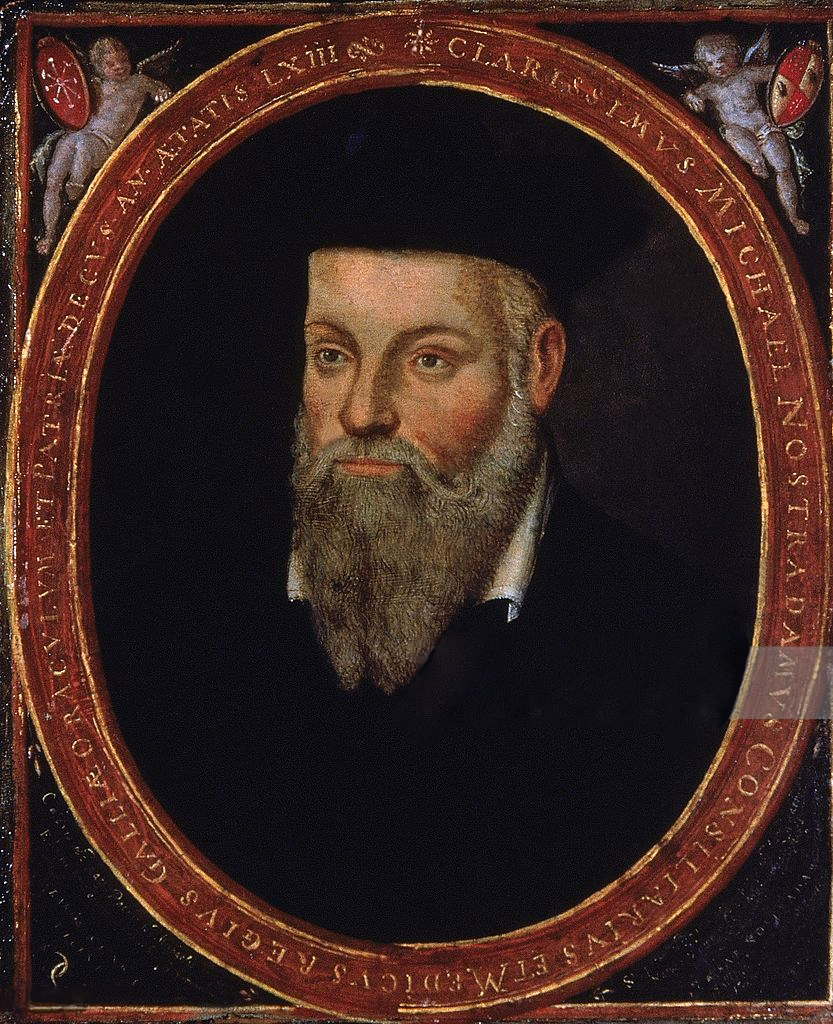
Ritratto di Nostradamus (c.1614) di César de Notre-Dame.

Nel XVI secolo Le Profezie (1555) dell'astrologo e medico francese Nostradamus, rientrano in quella branca dell'astrologia chiamata astrologia giudiziaria: fu lo stesso Nostradamus ad affermare che le sue profezie si basavano su questo tipo di astrologia.
Nel frattempo, tuttavia, i dibattiti sull'astrologia in seno alla Chiesa portarono nel 1586 a una condanna definitiva di quella divinatoria con la sua iscrizione nell'Indice dei libri proibiti, mentre l'astrologia genetliaca, basata cioè sull'oroscopo individuale, veniva riconosciuta solo in forma congetturale secondo la linea interpretativa esposta da papa Sisto V nella bolla Coeli et terrae creator Deus del 1586.
L'inizio della crisi moderna dell'astrologia fu dovuta però, più che a motivi religiosi, alla nascente scienza cartesiana che rifiutava tutto quanto non fosse dimostrabile attraverso il metodo scientifico. Ebbe quindi luogo un progressivo allontanamento dell'astrologia dagli insegnamenti propriamente scientifici, che culminò nel 1666 quando il ministro Colbert in Francia vietò l'insegnamento della disciplina nell'Académie des Sciences. Nel 1682 vennero anche proibiti gli almanacchi astrologici. La rivoluzione astronomica d'altro canto, unita alle esplorazioni geografiche nell'emisfero australe, permise di ampliare la conoscenza del cielo stellato, portando alla scoperta di nuove costellazioni da parte, tra gli altri, di Tycho Brahe, Johann Bayer, Johannes Hevelius, John Flamsteed, e di due nuovi pianeti (Urano e Nettuno). Ma nel XVII secolo spicca un'opera intitolata Astrologia cristiana (1647), di William Lilly, che costituisce una delle opere più importanti dell'astrologia occidentale.

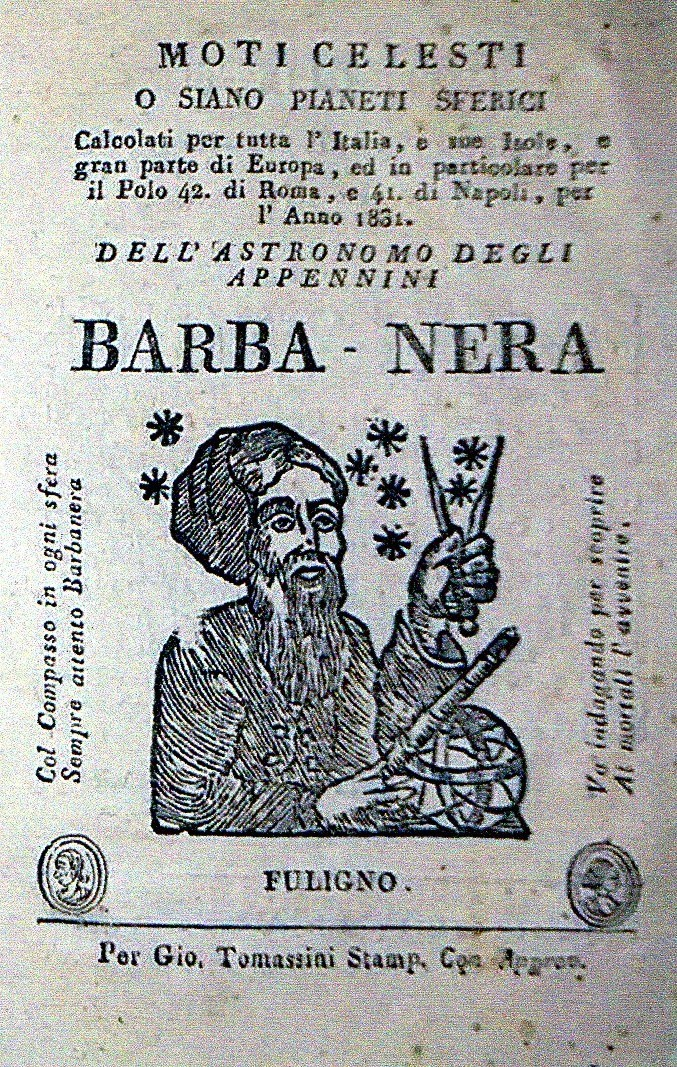
Il celebre Almanacco Barbanera.

Dopo la demonizzazione dell'astrologia da parte dell'illuminismo (ma si distinse comunque l' Almanacco Barbanera, stampato per la prima volta a Foligno nel 1762, e che tratta anche di astrologia), essa riemerse in maniera piuttosto inaspettata verso la fine dell'Ottocento.  Tra il XIX e il XX secolo si afferma la figura di Alan Leo, considerato il padre dell'astrologia moderna. Anche in ambito cattolico, i moralisti Schmitt e Nordin sostennero come non fosse sbagliato di per sé cercare di indagare i rapporti fra il mondo umano e quello celeste, purché si evitasse il fatalismo. Un'apertura di credito è venuta inoltre da Vittorio Messori:
Se oggi in tutto l'Occidente ritornano in forze e trovano fortuna proposte giudicate per due secoli "irrazionali" come quelle astrologiche è inutile scandalizzarsi e lanciare anatemi, come si fa anche in un certo mondo cattolico. Proprio quel dovere, per il credente, di "scrutare i segni dei tempi" sottolineato dal Vaticano II deve portare alla riflessione: non ci sarebbe offerta se non ci fosse domanda, da parte di un così grande numero di nostri contemporanei.»
(Vittorio Messori, Davvero nell'astrologia tutto è imbroglio e illusione?, dalla rivista "Jesus", gennaio 2000, pag. 91)